# 19482 Harperlee
19482 Harperlee este o planetă minoră (asteroid), cu un diametru de 12,788 km, din centura de asteroizi. A fost descoperită pe 25 aprilie 1998 la Observatorul La Silla de Eric Walter Elst. 
Obiectul prezintă o orbită caracterizată de o semiaxă mare de 3,1705388 UAi, o excentricitate de 0,18, o înclinație de 11,15424 ° în raport cu ecliptica.